# سیارک ۱۱۱۵۵
سیارک ۱۱۱۵۵ (به انگلیسی: 11155 Kinpu، نامگذاری:1997YW13) یازده هزار و صد و پنجاه و پنجمین سیارک کشف شده‌است که در ۳۱ دسامبر ۱۹۹۷ کشف شد.
قدر مطلق سیارک برابر ۲۴.۵ است.